# 徐元吉
徐元吉（1543年—？），字黃裳，四川重慶府巴縣人，軍籍，明朝政治人物。

## 生平
隆慶元年（1567年）丁卯科四川鄉試第二十名舉人，二年（1568年）中式戊辰科會試第三百九十六名，三甲第二百三十七名進士。官知縣。

## 家族
曾祖徐仲錞；祖父徐廷甫；父徐坤，母蔣氏。具慶下。弟徐亨吉。